# Siroco (mitologia)
Na mitologia grega, Sirco é um dos Ventos, deuses responsáveis pelo vento. Siroco é o vento noroeste. 